# 严世期
嚴世期，會稽郡山陰縣（今浙江省绍兴市）人，刘宋人物。
他具有慷慨好施的品性。同村有張邁等三個人，各人的妻子都生了一個兒子，當時正碰上荒年，擔心養不活，都打算抛棄婴兒不再撫養。嚴世期得知此事，飛快地跑去拯救，分自己的衣食來救濟他們的困乏，這三個小孩都得以長大成人。同縣人俞陽的妻子莊氏九十歲，莊氏的女兒俞蘭七十歲，都又老又病，孤孤單單無依無靠，嚴世期照顧她們衣食二十多年，死後又都予以殯葬。宗親嚴弘、同鄉潘伯等十五人，都在荒年中餓死，尸骸暴露，無人收葬。嚴世期買棺材予以殯葬，并且收養了他們的孩子。山陰縣令何曼之上表報告此事。宋文帝元嘉四年（427年），有關部門奏請給他家門上挂匾，稱為:“義行嚴氏之閭”，免掉他本人的徭役，免除租税十年。